# Dorfkirche Kauxdorf

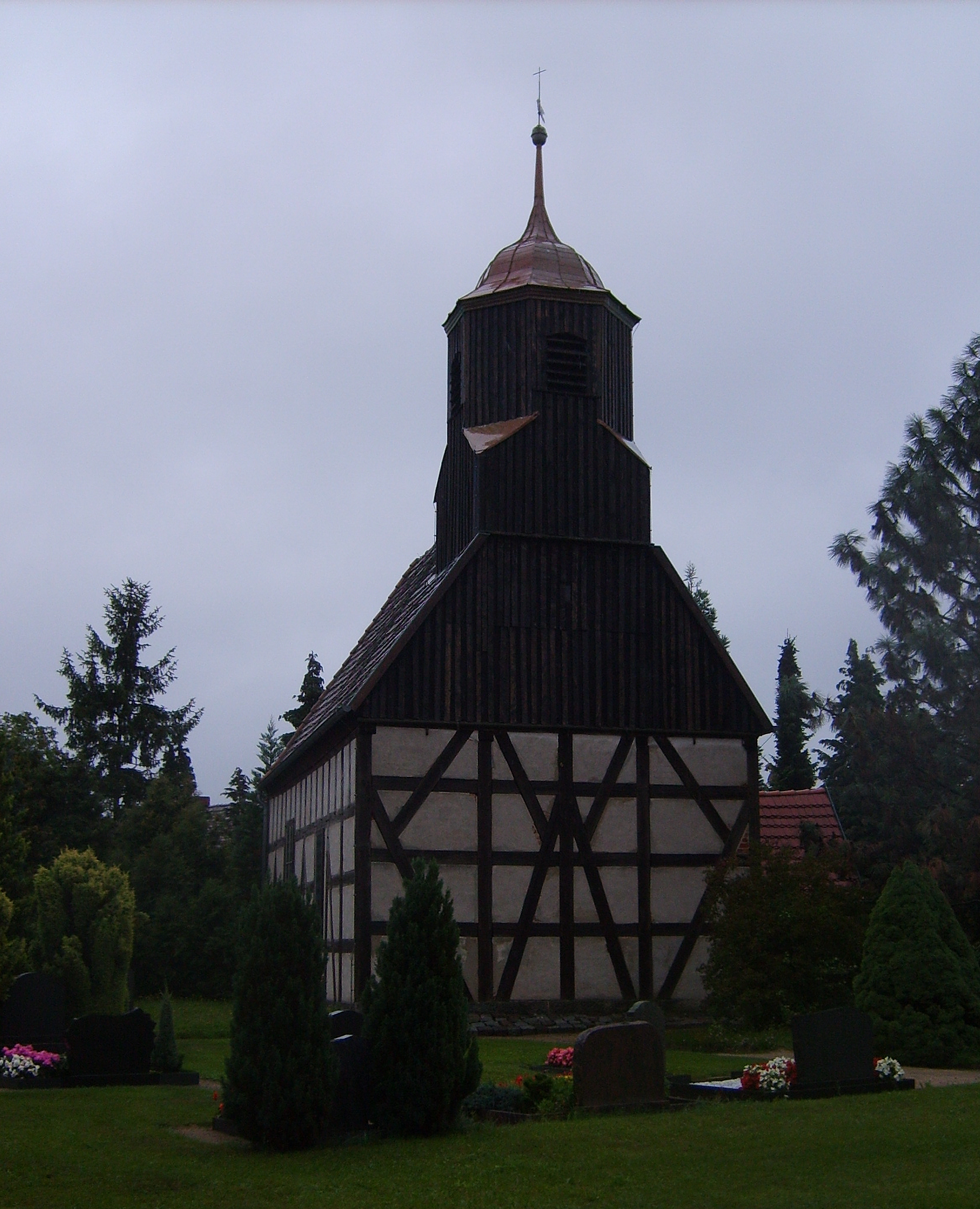
Dorfkirche Kauxdorf

Die evangelische Dorfkirche Kauxdorf ist ein denkmalgeschütztes Kirchengebäude im Ortsteil Kauxdorf der Kleinstadt Uebigau-Wahrenbrück im südbrandenburgischen Landkreis Elbe-Elster. Hier ist die Kirche im Ortszentrum mit einem sie umgebenden Friedhof zu finden.

## Baubeschreibung, Geschichte und Ausstattung

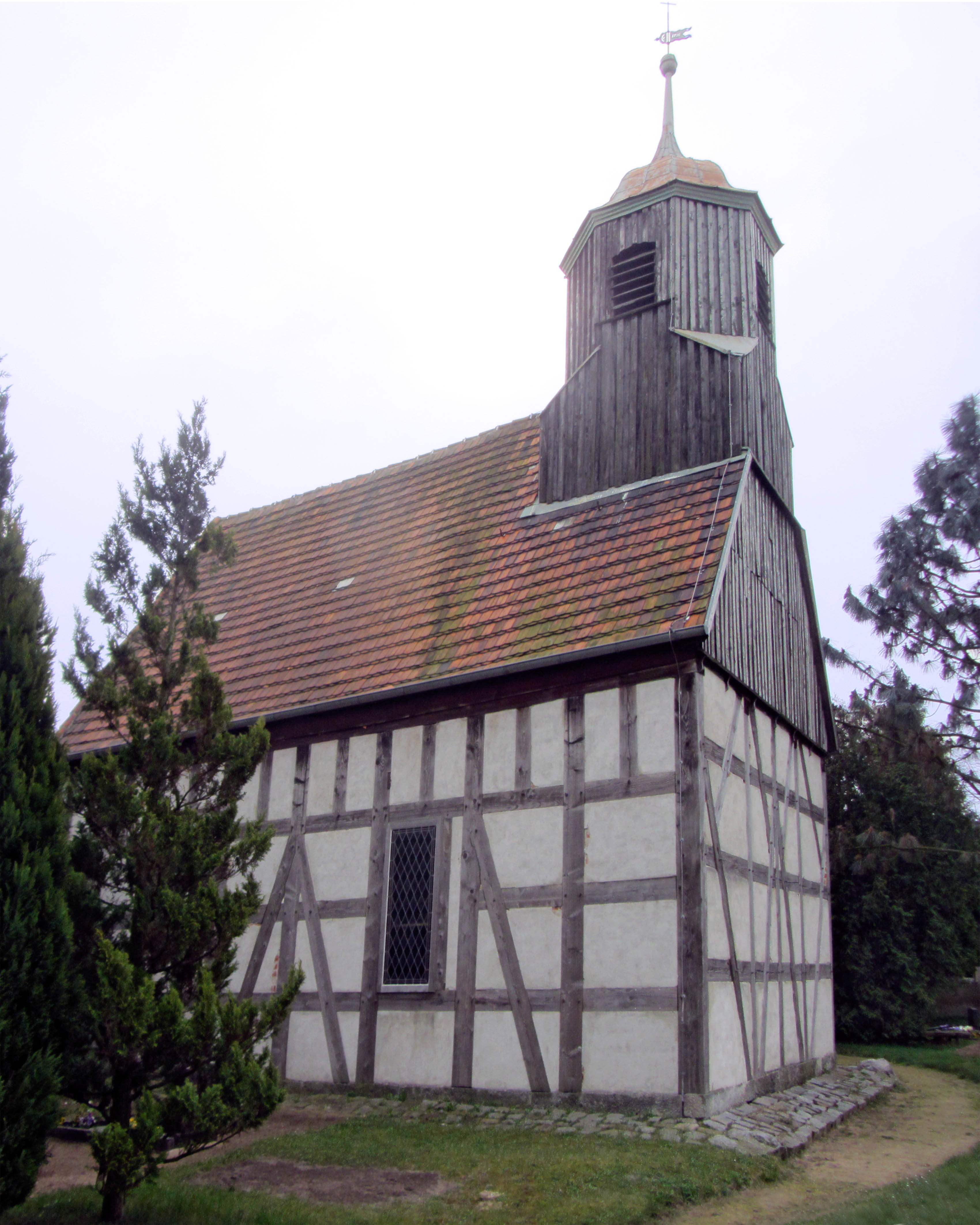
Nordwestansicht

Der Ort Kauxdorf fand als Kuckucksdorf erstmals 1217 urkundliche Erwähnung, als er in den Besitz des Klosters Dobrilugk überging. Er blieb bis 1234 im Besitz des Klosters und wurde anschließend aufgrund verschiedener Herrschaftsansprüche häufiger übertragen.
Bei der heute in Kauxdorf vorhandenen Kirche handelt es sich um einen Anfang des 18. Jahrhunderts errichteten barocken Fachwerkbau mit dreiseitigem Ostschluss und Südvorhalle. Im Westen des Kirchenschiffs befindet sich ein verbretterter an der Basis quadratischer und ins Oktogonale übergehender Turm in Form eines Dachreiters mit Schweifhaube und Wetterfahne.
Das Innere der Kirche ist von einer mit ornamentalen Brüstungsmalereien versehenen Hufeisenempore geprägt. Die Kirche besitzt unter anderem drei Schnitzfiguren aus der Zeit um 1430 und einen hölzernen Taufengel aus dem beginnenden 18. Jahrhundert.
In der Kirche befindet sich des Weiteren eine im Jahre 1909 vom Bad Liebenwerdaer Orgelbaumeister Arno Voigt erschaffene Orgel (op. 7). Die Kauxdorfer Orgel verfügt über eine pneumatische Kegellade, zwei Manuale und fünf Register. Das Bauwerk wurde nach der Wende in den Jahren 1995 und 1996 restauriert. Zwei Jahre später wurde 1998 auch die Orgel restauriert.
Kauxdorf wird gegenwärtig vom zum Kirchenkreis Bad Liebenwerda zugehörigen Pfarramt Saxdorf betreut.

## Grabmäler

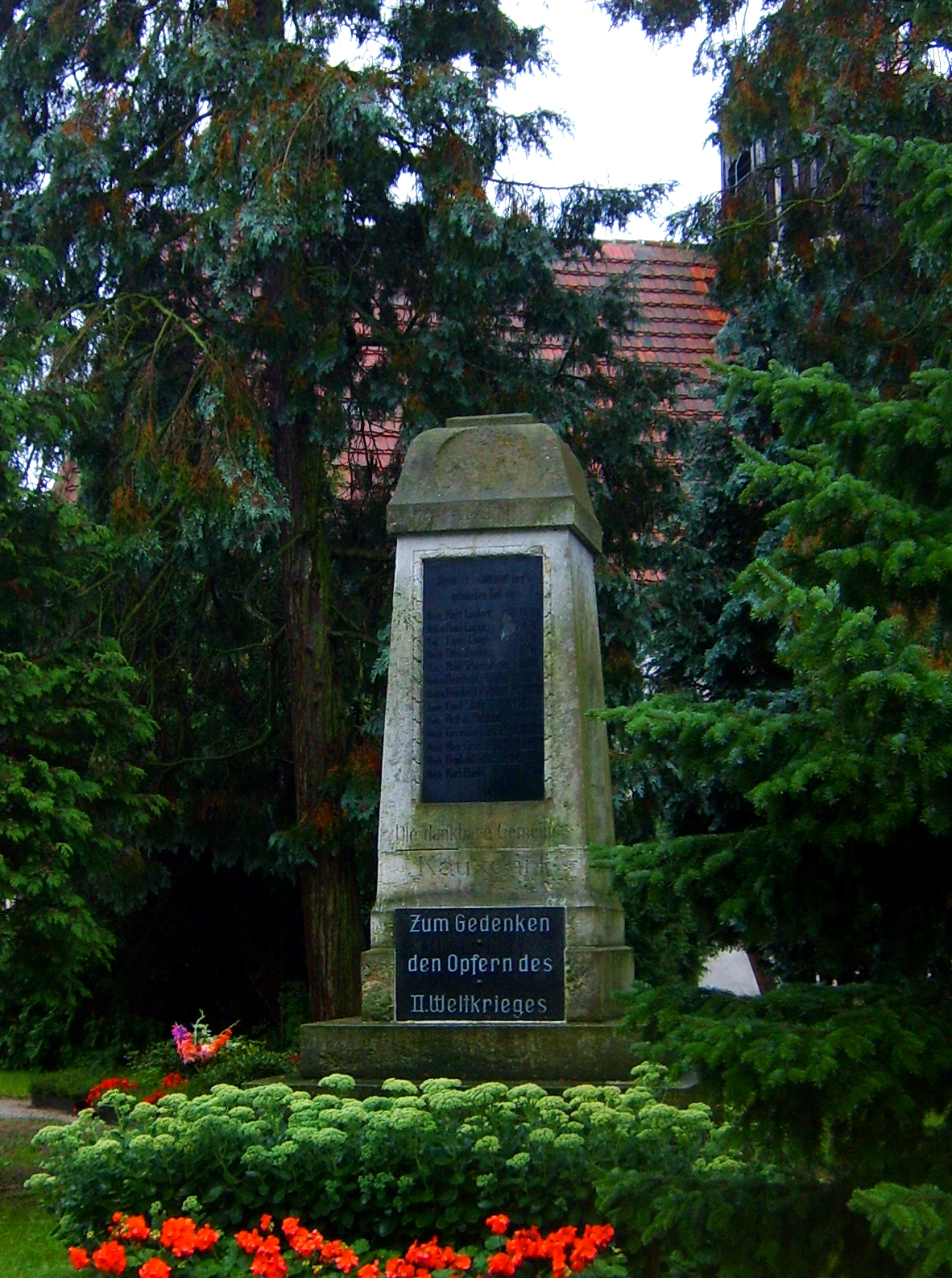
Gefallenendenkmal

Die Kauxdorfer Kirche ist vom örtlichen Friedhof umgeben. Hier ist unmittelbar neben der Kirche ist ein Gefallenendenkmal in Form einer auf einem dreistufigen Sockel befindlichen Stele zu Ehren der im Ersten Weltkrieg gefallenen Einwohner des Dorfes zu finden. Für die Opfer des Zweiten Weltkrieges befindet sich am Fuß der Stele eine Gedenktafel.